# Constitución del Estado Mérida
La Constitución del Estado Mérida de 1995, es el texto legal que sirve como ley fundamental de esa entidad federal venezolana ubicada en el occidente del país, específicamente en los Andes venezolanos. Fue aprobada en Mérida, la capital estadal, por la Asamblea Legislativa de Mérida (Ahora Consejo Legislativo) (Parlamento unicameral regional) en el año 1995, cumpliendo con lo establecido en la Constitución nacional de Venezuela. Es el documento más relevante para el funcionamiento del gobierno regional.

## Historia
La Asamblea Legislativa del Estado Mérida sancionó la anterior Constitución del Estado el 18 de diciembre de 1984, siendo promulgada el 21 de diciembre del mismo año, y publicada en la Gaceta Oficial del Estado Mérida el 28 de diciembre de 1984, sobre la base de lo establecido en la Constitución Nacional de 1961.
En 1995 antes de la aprobación de una nueva Constitución nacional en 1999,  el Parlamento Estadal que entonces era conocido como Asamblea Legislativa y ahora como Consejo Legislativo del Estado Mérida, aprobó el 7 de noviembre de 1995 por mayoría de sus Legisladores una nueva Carta Magna, que fue promulgada por el gobernador del Estado el 16 de noviembre del mismo año, siendo entre sus principales firmantes el gobernador del Estado Mérida Jesús Rondón Nucete, secretario general de Gobierno Honorio Rodríguez Belandria y la directora general de Política Hilva Marina Rendón.

## Composición
Esta posee 168 artículos, 1 preámbulo, 11 títulos con sus respectivos capítulos, 4 disposiciones finales y 6 disposiciones transitorias.

## Características
- Establece que el Estado Mérida es autónomo y su gobierno debe ser democrático.-
- El territorio del Estado es el de la antigua Provincia de Mérida de Venezuela, creada por la Constitución Provincial del 31 de julio de 1811 y conforme con la ley del 28 de abril de 1856.[1]
- El Estado se subdivide en municipios y parroquias.[1]
- Una ley estadal regulara los símbolos regionales del Estado.
- El Estado debe poseer un gobernador, consejo legislativo, procurador, contralor y policía autónoma-[1]
- La ciudad de Mérida es la capital del Estado y asiento de sus poderes regionales.[1]
- Las controversias con otros Estados serán solucionadas en el Tribunal Supremo de Justicia.[1]
- Declara nulos e ineficaces los actos realizados por autoridades que usurpen ilegalmente el poder.[1]

## Modificaciones
La constitución del Estado Mérida puede ser reformada por el Consejo Legislativo del Estado, pudiendo partir la iniciativa de la mayoría absoluta del propio consejo, o de los concejos municipales del Estado, Tanto las enmiendas como las reformas son aprobadas o rechazadas solo con el voto mayoritario del Consejo Legislativo del Estado, las iniciativas rechazadas no podrán ser presentadas en un mismo periodo legislativo.